# Steve Farris
Pour les articles homonymes, voir Farris.
Steve Farris est un guitariste américain né le 1er mai 1957 à Fremont dans le Nebraska. Il a été membre du groupe Mr. Mister de 1982 à 1989. En 1997, il a effectué la tournée Restless Heart World Tour avec Whitesnake.
Steve Farris a également collaboré avec d'autres artistes, tels que Céline Dion, Gary Wright, Kiss ou Alice Cooper.
Aujourd'hui, Steve Farris s'investit également dans la peinture.

## Discographie

### En solo
- 2 Gether (2005)[4]

### Avec Mr Mister
- Mr. Mister - I Wear the Face (1984)
- Mr. Mister - Welcome to the Real World (1985)
- Mr. Mister - Go On... (1987)